# Coleostephus myconis
Coleostephus myconis es una planta de la familia de las compuestas.

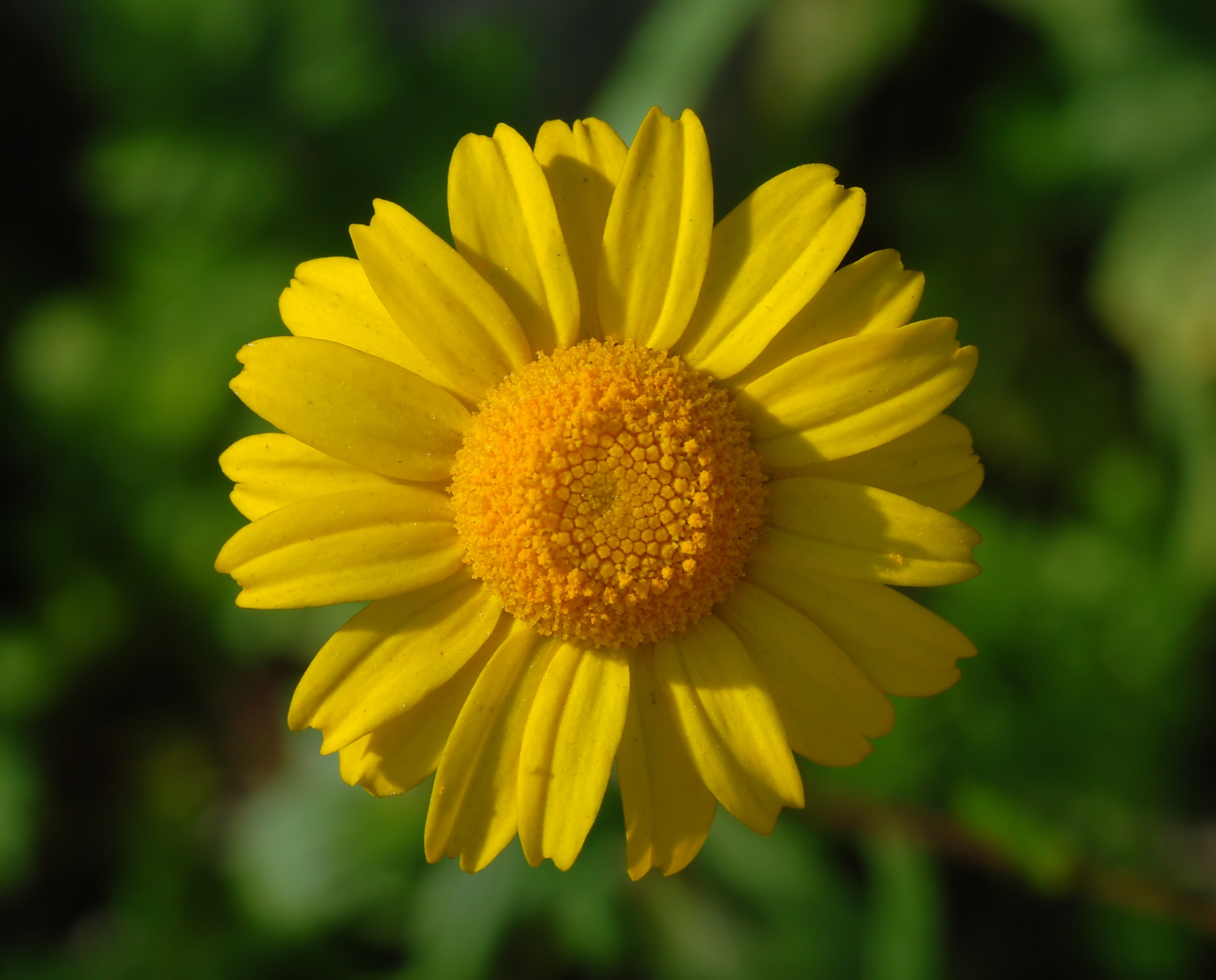
Detalle de la flor

## Descripción
Planta anual de hasta 50 cm de alto, glabra hasta vellosa. Tallo erecto,normalmente ramficado. Hojas alternas, las inferiores pecioladas, ovaladas hasta espatuladas, de 2-5 cm de largo, uniformemente dentadas o aserradaas las medias abrazadoras, inversamente ovaladas hasta oblongas, las superiores lineares. Cabezuelas de unos 2 cm de ancho, solitarias, terminales. Base de las flores sin escamas. Escamas involucrales de 2-3 capas, amarronadas, oblongas, redondeadas por arriba y con un margen membranoso estrecho. Lígulas amarillas o blancas, con manchas amarillas en la base. Flósculos amarillos, sus frutos son de 2 mm de largo, cilíndricos, con 8-10 costillas, la corona alargada por un lado cubre la mitad inferior del tubo corolino.

## Hábitat
Terrenos de cultivo y baldíos, sobre silicatos.

## Distribución
En el Mediterráneo y Europa meridional
Adventicia en el sur del Brasil, provincia de Buenos Aires (Argentina) y Uruguay.
Se dice que su introducción desde Europa en Uruguay fue como planta ornamental, dada su rápida difusión y agresividad pronto ocupó zonas de cultivos agrícolas y praderas mejoradas, siendo conocida como "manzanilla romana" o "margarita de Piria".

## Taxonomía
Coleostephus myconis fue descrita por  Carlos Linneo Cass. y publicado en Dictionnaire des Sciences Naturelles [Second edition] 41: 43. 1826.
Citología
Número de cromosomas de Coleostephus myconis (Fam. Compositae) y táxones infraespecíficos: n=9
Sinonimia
- Coleostephus multicaulis (Desf.) Durand
- Matricaria myconis (L.) Desr.
- Pyrethrum myconis (L.) Moench[4]

## Nombres comunes
- Castellano: doblones, giralda, pampullos.[5]